# Roberto Pavoni
Roberto Pavoni (* 29. März 1991 in Harold Wood, London Borough of Havering) ist ein britischer Schwimmsportler, spezialisiert auf das Delfin- und Lagenschwimmen. Bei den Schwimmeuropameisterschaften 2014 gewann er zwei Medaillen.

## Erfolge
Bei der EM 2014 in Berlin gewann er über 400 m Lagen in 4:13,75 min Silber hinter dem Ungarn Dávid Verrasztó (4:11,89) und vor dem Italiener Federico Turrini (4:14,15).
Über 200 m Lagen wurde er Dritter in 1:58,22 min; Sieger war hier László Cseh (1:58,10) vor dem Deutschen Philip Heintz (1:58,17).
Seinen ersten internationalen Erfolg hatte er 2009 bei den Jugend-Schwimmeuropameisterschaften in Prag erzielt, als er die 400-m-Lagen-Konkurrenz in 4:17,27 vor dem Ungarn Gergely Gyurta (4:18,62) gewann.
Bei den Olympischen Sommerspielen 2012 in London schied er als Siebter im 5. Vorlauf über 200 m Schmetterling aus und als Vierter im 4. Vorlauf über 400 m Lagen.